# Янагисава, Ацуси
Ацуси Янагисава (яп. 柳沢 敦 Янагисава Ацуси, род. 27 мая 1977, Имидзу, Тояма) — японский футболист. Выступал в Серии А за клубы «Сампдория» и «Мессина». В составе сборной Японии до 20 лет доходил до четвертьфинала юношеского чемпионата мира 1997 года, став лучшим бомбардиром команды. Выступал за сборную Японии на Олимпиаде-2000 в Сиднее. В составе национальной сборной Японии выигрывал чемпионат Азии 2000 года, а также участвовал в чемпионатах мира 2002 и 2006 годов и Кубке конфедераций 2005 года.

## Возвращение в Японию
В феврале 2006 года на правах аренды Янагисава вернулся из итальянского клуба «Мессина», с которым у него был подписан трехлетний контракт до июня 2008 года, в свой родной клуб «Касима Антлерз». В первом же туре J-лиги он отметил своё возвращение хет-триком в ворота команды «Санфречче Хиросима». 21 марта 2006 года в матче 5 тура против команды «Джеф Юнайтед», Янагисава получил тяжелую травму ноги — перелом плюсневой кости, который вывел его из строя на два месяца, поставив под сомнение возможность участия японского нападающего на чемпионате мира в Германии. Однако, процесс выздоровления шёл быстрее чем ожидалось и 15 мая главный тренер сборной Японии бразилец Зико включил Янагисаву в список 23-х футболистов, которым предстояло отправиться в Германию. На чемпионате мира Янагисава принял участие в первых двух матчах сборной, причем оба раза выходил в стартовом составе. Несмотря на быстрое восстановление после травмы, он не смог показать всех своих возможностей и единственное, чем он смог запомниться, так это нереализованным голевым моментом в матче против сборной Хорватии.
После возвращения в Японию, кризис игровой формы Янагисавы продолжился и в играх за клуб, а со временем кризис начался и в самой команде, когда «Касима Антлерс» начала проигрывать матч за матчем. Все это привело к тому, что тренер команды Паулу Аутуори посадил Янагисаву на скамейку запасных, заменив его в стартовом составе на более молодого нападающего Юдзо Тасиро. Этот тренерский ход стал решающим: команда начала уверенно выигрывать матчи, а Тасиро — забивать в каждой игре, тем самым поставив под сомнение будущее Янагисавы в клубе. В итоге, в межсезонье он перешёл в вернувшийся в высший дивизион клуб «Киото Санга».
Янагисава стал лидером атак своего нового клуба, забив за сезон 14 голов в 32 матчах, став тем самым лучшим бомбардиром клуба и третьим в списке лучших снайперов лиги. По итогам сезона он вошёл в символическую сборную Джей-лиги.
5 мая 2010 года в матче 10 тура против «Симидзу С-Палс» забил свой сотый гол в Джей-лиге, став шестым игроком после Кадзуёси Миуры, Масаси Накаямы, Уэслэя, Тосии Фудзиты и Маркиньюса, кому удалось подобное достижение.
После вылета «Санги» подписал контракт с клубом «Вегалта Сэндай».

## Игровой стиль
Игровой стиль Янагисавы отличается от многих нападающих. Часто он предпочитает отдать пас партнёру вместо того, чтобы попытаться забить самому. Но хоть его и критикуют за низкую реализацию голевых моментов, Янагисава достиг отметки в 50 голов за меньшее количество матчей, чем любой другой игрок в истории Джей-лиги. Как для нападающего, он имеет выдающиеся навыки паса, из-за чего многие считают, что ему гораздо больше подошла бы позиция атакующего хава или вингера, что позволило бы более эффективно использовать его навыки паса, тем самым компенсировав нестабильную реализацию голевых моментов.

## Достижения
Индивидуальные
- Лучший дебютант Джей-Лиги: 1997
- Сборная Джей-Лиги: 1998, 2001, 2008

Командные
- Обладатель Кубка Азии: 2000
- Чемпион Джей-Лиги: 1996, 1998, 2000, 2001